# Lashio
Lashio (shan: လႃႈသဵဝ်ႈ; birmano: လားရှိုးမြို့ [láʃó mjo̰]; chino: 臘戍) es una localidad del norte del Estado Shan, en el este de Birmania. Dentro del estado, Lashio es la capital del distrito homónimo y del municipio homónimo.
En 2014 tenía una población de 174 335 habitantes, algo más de la mitad de la población municipal.
Perteneció históricamente a los territorios del Estado Hsenwi, donde era una localidad importante, pero en el siglo XIX el valle que ocupaba se arruinó tras una rebelión del saopha local. En 1887 se incorporó a la Birmania británica, que en 1903 la enlazó por ferrocarril con Mandalay, tras lo cual se desarrolló como centro administrativo y comercial tanto para los colonos como para las poblaciones locales. En la segunda guerra sino-japonesa fue un punto estratégico para ambos bandos, ya que aquí se ubicaba el punto final de la carretera de Birmania, por lo cual los japoneses ocuparon la localidad entre 1942 y 1945. Desde la segunda mitad del siglo XX ha experimentado un gran desarrollo demográfico: en 1960 solo tenía unos cinco mil habitantes y en 1983 tenía casi noventa mil.
Se ubica unos 200 km al noreste de Mandalay, sobre la carretera 3 que lleva a Kunmíng.

## Clima
| Parámetros climáticos promedio de Lashio (1981–2010) | Parámetros climáticos promedio de Lashio (1981–2010) | Parámetros climáticos promedio de Lashio (1981–2010) | Parámetros climáticos promedio de Lashio (1981–2010) | Parámetros climáticos promedio de Lashio (1981–2010) | Parámetros climáticos promedio de Lashio (1981–2010) | Parámetros climáticos promedio de Lashio (1981–2010) | Parámetros climáticos promedio de Lashio (1981–2010) | Parámetros climáticos promedio de Lashio (1981–2010) | Parámetros climáticos promedio de Lashio (1981–2010) | Parámetros climáticos promedio de Lashio (1981–2010) | Parámetros climáticos promedio de Lashio (1981–2010) | Parámetros climáticos promedio de Lashio (1981–2010) | Parámetros climáticos promedio de Lashio (1981–2010) |
| Mes                                                  | Ene.                                                 | Feb.                                                 | Mar.                                                 | Abr.                                                 | May.                                                 | Jun.                                                 | Jul.                                                 | Ago.                                                 | Sep.                                                 | Oct.                                                 | Nov.                                                 | Dic.                                                 | Anual                                                |
| ---------------------------------------------------- | ---------------------------------------------------- | ---------------------------------------------------- | ---------------------------------------------------- | ---------------------------------------------------- | ---------------------------------------------------- | ---------------------------------------------------- | ---------------------------------------------------- | ---------------------------------------------------- | ---------------------------------------------------- | ---------------------------------------------------- | ---------------------------------------------------- | ---------------------------------------------------- | ---------------------------------------------------- |
| Temp. máx. abs. (°C)                                 | 38.9                                                 | 33.5                                                 | 36.5                                                 | 38.0                                                 | 38.1                                                 | 37.0                                                 | 34.6                                                 | 36.0                                                 | 35.6                                                 | 34.4                                                 | 32.4                                                 | 30.5                                                 | 38.9                                                 |
| Temp. máx. media (°C)                                | 25.7                                                 | 28.1                                                 | 31.2                                                 | 32.8                                                 | 31.6                                                 | 30.7                                                 | 29.3                                                 | 29.6                                                 | 29.9                                                 | 29.3                                                 | 27.1                                                 | 25.2                                                 | 29.2                                                 |
| Temp. mín. media (°C)                                | 5.2                                                  | 6.1                                                  | 9.6                                                  | 15.1                                                 | 19.2                                                 | 21.8                                                 | 21.9                                                 | 21.8                                                 | 20.9                                                 | 18.7                                                 | 13.3                                                 | 8.1                                                  | 15.1                                                 |
| Temp. mín. abs. (°C)                                 | -1.9                                                 | 1.0                                                  | 3.0                                                  | 8.0                                                  | 12.5                                                 | 18.4                                                 | 20.1                                                 | 20.0                                                 | 16.9                                                 | 8.3                                                  | 6.0                                                  | 1.0                                                  | -1.9                                                 |
| Lluvias (mm)                                         | 2.7                                                  | 5.9                                                  | 9.6                                                  | 57.1                                                 | 171.9                                                | 178.3                                                | 213.0                                                | 290.9                                                | 280.7                                                | 175.6                                                | 75.5                                                 | 10.0                                                 | 1471.2                                               |
| Fuente: Norwegian Meteorological Institute           |                                                      |                                                      |                                                      |                                                      |                                                      |                                                      |                                                      |                                                      |                                                      |                                                      |                                                      |                                                      |                                                      |